# 戴维·贝努瓦
戴维·贝努瓦（英語：David Benoit，1968年5月9日—），美国NBA联盟前职业篮球运动员。